# Westfield (Massachusetts)
Westfield is een plaats (city) in de Amerikaanse staat Massachusetts, en valt bestuurlijk gezien onder Hampden County.

## Demografie
Bij de volkstelling in 2000 werd het aantal inwoners vastgesteld op 40.072.
In 2006 is het aantal inwoners door het United States Census Bureau geschat op 40.460, een stijging van 388 (1,0%).

## Geografie
Volgens het United States Census Bureau beslaat de plaats een oppervlakte van
122,5 km², waarvan 120,6 km² land en 1,9 km² water.

## Plaatsen in de nabije omgeving
De onderstaande figuur toont nabijgelegen plaatsen in een straal van 16 km rond Westfield.

## Geboren
- Anne Pitoniak (30 maart 1922 - 22 april 2007), actrice